# USC Bassam
Der Union Sportive des Clubs de Bassam, auch als USC Bassam bekannt, ist ein 1947 gegründeter ivorischer Fußballverein aus Grand-Bassam. Aktuell spielt der Verein in der ersten  Liga des Landes, der Ligue 1.

## Erfolge
- Ivorischer Vizemeister: 1981
- Ivorischer Pokalfinalist: 1983
- Ivorischer Zweitligameister: 1997, 2007, 2016/17
- Ivorischer Ligapokalsieger: 2019/20

## Stadion
Der Verein trägt seine Heimspiele im Stade Municipal de Bassam in Grand-Bassam aus. Das Stadion hat ein Fassungsvermögen von 3000 Personen.

## Trainerchronik
| Trainer    | Nation         | von            | bis   |
| ---------- | -------------- | -------------- | ----- |
| Mory Boudo | Elfenbeinküste | 25. April 2016 | heute |